# 名探偵ゴッド・アイ
『名探偵ゴッドアイ』（めいたんていゴッドアイ、原題：『盲探』）は、2013年製作の香港・中国合作映画。香港と中国大陸で2013年7月4日に公開され、台湾では7月26日上映された。同監督の2007年公開作品『MAD探偵 7人の容疑者』とほぼ同じ設定の作品である。

## ストーリー
元刑事のジョンストンは盲人となったが、犯人や被害者を脳内で再現できる独自の捜査方法で、賞金かせぎをしている。たまたまジョンストンに出会った武闘派の女性刑事ホーは、小学生時代に行方不明になった同級生の捜査を依頼し、仕事を休んで一緒に捜査活動をすることになる。

## キャスト
| 役名                  | 俳優               |
| --------------------- | ------------------ |
| ジョンストン / 荘士敦 | アンディ・ラウ     |
| ホー / 何家彤         | サミー・チェン     |
| シト / 司徒法宝       | グォ・タオ         |
| 丁丁                  | カオ・ユエンユエン |